# Mira (Spagna)
Mira è un comune spagnolo di 987 abitanti situato nella comunità autonoma di Castiglia-La Mancia.
L'economia di Mira si basa soprattutto nella coltivazione di olive e di uva, e la conseguente produzione di olio extravergine e vino.